# Geissomeria
Geissomeria — род цветковых растений семейства Акантовые. Включает в себя 19 видов травянистых растений, произрастающих в Мексике, Центральной и Южной Америке. Впервые описан ботаником Джоном Линдли в 1827.

## Некоторые виды
Полный список видов представлен здесь.
- Geissomeria ciliata Rizzini
- Geissomeria dawsonii Leonard
- Geissomeria longiflora Salzm. ex Nees (= Geissomeria macrophylla Nees)
- Geissomeria schottiana Nees